# كارل كارفر
كارل كارفر (26 مارس 1996 في المملكة المتحدة - ) (بالإنجليزية: Karl Carver)‏ هو لاعب كريكت بريطاني. لعب مع نادي مقاطعة يوركشاير للكريكت ‏.

## وصلات خارجية
- كارل كارفر على موقع إي آس بي آن كريك إنفو (الإنجليزية)